# 17 tháng 4
Ngày 17 tháng 4 là ngày thứ 107 trong lịch Gregory. Còn 258 ngày trong năm (259 ngày trong năm nhuận).

## Sự kiện
- 1492 – Tây Ban Nha và Christopher Columbus ký thoả thuận cử ông đi thuyền đến châu Á để mua gia vị.
- 1824 – Ký Hiệp ước Nga – Mỹ về xác định biên giới các lãnh thổ Nga ở Bắc Mỹ.
- 1877 – Lev Nikolayevich Tolstoy hoàn thành tiểu thuyết Anna Karenina.
- 1895 – Đại diện của Đại Nhật Bản và Đại Thanh ký Hiệp ước Shimonoseki, theo đó triều Thanh nhượng Đài Loan, Bành Hồ và bán đảo Liêu Đông cho Nhật Bản, kết thúc Chiến tranh Thanh – Nhật.
- 1941 – Vương quốc Nam Tư đầu hàng và trở thành một phần của Đức quốc xã.
- 1961 – Cuộc đổ bộ Vịnh Con Lợn bắt đầu: Một nhóm người Cuba lưu vong do CIA tài trợ và huấn luyện đổ bộ lên Vịnh Con Lợn nhằm lật đổ Fidel Castro.
- 1969 – Lãnh tụ Đảng Cộng sản Tiệp Khắc Alexander Dubček bị truất phế.
- 1970 – Chương trình Apollo: Phi thuyền Apollo 13 trở về Trái Đất an toàn.
- 1975 – Quân đội Khmer Đỏ chiếm Phnom Penh, lật đổ chính phủ của Lon Nol.
- 1989 – Công đoàn Đoàn kết ở Ba Lan được hợp pháp hoá.
- 1991 – Lần đầu tiên Chỉ số Dow Jones công nghiệp (DJIA) lúc thị trường đóng cửa vượt qua mốc 3000 (3004,46).

## Sinh
- 897 – Ngô Quyền, Vua nhà Ngô (m. 944)
- 1837 – J. P. Morgan, nhà tài phiệt, nhà sưu tập nghệ thuật, nhà từ thiện Mỹ (m. 1913).
- 1894 – Nikita Sergeyevich Khrushchyov, chính khách Liên Xô, bí thư thứ nhất Ủy ban Trung ương Đảng Cộng sản Liên Xô 1953–1964, chủ tịch Hội đồng Bộ trưởng 1958–1964, khởi đầu chương trình vũ trụ của Liên Xô (m. 1971).
- 1921 – Christopher Okoro Cole, tổng thống Sierra Leone một ngày năm 1971 (m. 1990).[1]
- 1951 – Ngọc Đáng, nghệ sĩ cải lương người Việt Nam (m. 2022).
- 1974 – Victoria Beckham, ca sĩ và nhà thiết kế người Anh
- 1977 – Frederik Magle, nhà soạn nhạc và nghệ sĩ dương cầm người Đan Mạch.
- 1985 – Rooney Mara, diễn viên người Mỹ
- 1985 – Jo–Wilfried Tsonga, tay vợt người Pháp
- 1982 – Lee Joon–gi, nam diễn viên Hàn Quốc
- 1992 – Shkodran Mustafi, cầu thủ bóng đá người Đức
- 1995 – Paul Ahn, nam diễn viên, ca sĩ, vũ công người Canada gốc Hàn Quốc
- 1997 – Jung Whee-in, ca sĩ người Hàn Quốc (nhóm Mamamoo)

## Mất
- 1790 – Benjamin Franklin, chính khách, nhà sáng chế, nhà ngoại giao, họa sĩ Mỹ (s. 1706).
- 1892 – Nguyễn Phúc Trang Nhàn, phong hiệu Triêm Đức Công chúa, công chúa con vua Minh Mạng (s. 1825)
- 2014 – Gabriel García Márquez, nhà văn người Colombia, nhà báo, nhà hoạt động chính trị
- 1998 – Linda McCartney, nhạc sĩ người Mỹ (s. 1941).
- 2018 – Barbara Bush, cựu Đệ Nhất Phu nhân Hoa Kỳ, vợ Tổng thống George H. W. Bush (s.1925).

## Ngày lễ và kỷ niệm
- Ngày quốc khánh Syria 1946